# M50高速公路 (英國)
英國的M50高速公路（英語：M50 Motorway），又稱羅斯支線（英語：Ross Spur），是一條連接英國M5高速公路與禧福郡威河上的羅斯的高速公路，全長約22英里（35）。該公路橫跨格洛斯特郡、伍斯特郡與禧福郡，是連接英格蘭中部地區與南威爾斯幹道的一部份，且是唯一進入禧福郡境內的高速公路。

## 歷史

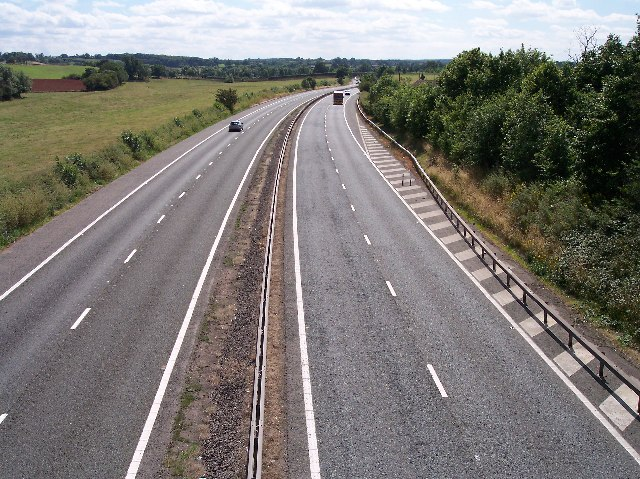
M50高速公路一景

建造「羅斯支線」的計劃最初由時任英國運輸大臣亞弗列·班尼斯（Alfred Barnes）於1949年提出，目的是把南威爾斯的煤礦、煉鋼廠與英格蘭中部地區的工業設施連接起來。由於英國在1950年代的經濟仍未完全從二次大戰中復甦，興建羅斯支線成為讓高速公路網延伸至威爾斯的最廉宜選擇。
禧福郡政府於1958年3月3日舉行羅斯支線奠基儀式。該支線的大部份路段於1960年11月通車；而在A38公路以東一段則與通往伯明翰的幹線公路同時於1962年通車。羅斯支線全段造價約為600萬英鎊。英國運輸部起初建議將羅斯支線編號為M40，但在1959年12月的會議上決定改為M50，因該公路為西南幹線公路（M5高速公路）的唯一分支。
英國當局曾於1970年代研究興建高速公路，連接M50的東端交匯處，以及索利赫爾附近的M42高速公路，但未有付諸實行。

## 路線
M50高速公路全長22英里（35），全線為分隔車路，每邊行車道有兩條行車線。該公路一共設有五個交匯處：
| M50 高速公路                               |      |                                                                     |      |                                               |                                           |
| 英里                                       | 公里 | 東行線出口                                                          | 編號 | 西行線出口                                    | 坐標                                      |
| 0.0                                        | 0.0  | 英格蘭中部地區、伍斯特、伯明翰、西南英格蘭、蒂克斯伯里、布里斯托 M5 | M5 8 | 高速公路起點                                  | 52°02′52″N 2°08′08″W / 52.0477°N 2.1355°W |
| 1.7                                        | 2.8  | 蒂克斯伯里 A38                                                      | 1    | 莫爾文 A38                                    |                                           |
| 10.9                                       | 17.5 | 格洛斯特 A417                                                       | 2    | 赫里福德、萊德伯里 A417                       |                                           |
| 18.0                                       | 28.9 | 紐恩特 B4221                                                        | 3    | 紐恩特 B4221                                  |                                           |
| 21.6                                       | 34.7 | 高速公路起點                                                        | 4    | 南威爾斯、蒙茅斯、萊德伯里、威河上的羅斯 A449 | 51°55′49″N 2°33′44″W / 51.9302°N 2.5623°W |
| 1.000英里＝1.609公里；1.000公里＝0.621英里 |      |                                                                     |      |                                               |                                           |

其中，3號交匯處被認為是全英國規格最低的高速公路交匯處之一。該交匯處前的路牌以直角（而非鈍角）表示離開高速公路的交流道。

## 相關事件
M50高速公路曾為一宗著名兇殺案的發生地點。1988年6月18日傍晚7時40分，一位名為瑪麗·威爾克斯（英語：Marie Wilks）的孕婦駕車駛經M50公路時，因車輛故障而使用緊急電話求助，但警方與她通話時，她突然失去聯絡。警方在第二天清晨在威爾克斯使用的緊急電話發現血跡，並於6月20日傍晚6時在距離緊急電話3英里（4.8）之處發現威爾克斯的屍體。一名稱為艾迪·布朗寧（英語：Eddie Browning）的男子曾被控殺害威爾克斯並被定罪，但最後上訴得直，並獲判估值至少60萬英鎊賠償。